# Ray Guy
William Ray Guy (Swainsboro, 22 dicembre 1949 – Hattiesburg, 3 novembre 2022) è stato un giocatore di football americano statunitense che ha militato nel ruolo di punter per tutta la carriera con gli Oakland/Los Angeles Raiders della National Football League (NFL).
È l'unico punter puro ad essere stato scelto nel primo giro di un Draft NFL quando i Raiders lo selezionarono in quello del 1973. Considerato uno dei migliori punter di tutti i tempi, è l'unico nel suo ruolo ad essere stato introdotto nella Pro Football Hall of Fame.

## Carriera professionistica
Scelto nel primo giro del Draft 1973 dai Raiders, Guy passò tutta la carriera con una sola squadra, vincendo tre Super Bowl. Nel 1994 fu il primo punter ad essere nominato per l'introduzione nella Hall of Fame. Joe Horrigan, storico della Pro Football Hall of Fame una volta disse: "È l'unico punter che puoi guardare e dire: 'Ha vinto delle gare'". I punt di Guy spesso costringevano gli attacchi avversari a partire da pessime posizioni nel campo.
Nel Pro Bowl del 1976 , Guy divenne il primo punter a colpire il mega-schermo del Louisiana Superdome. Gli arbitri fecero alzare lo schermo da 90 piedi (27,4 metri) a 200 piedi (61 metri). La squadra della NFC prese il pallone e fece testare se fosse stato riempito con elio; esso era stato gonfiato però con normale aria. La statistica riguardante quanto un pallone calciato rimane in aria fu istituita dalla NFL durante quel periodo, probabilmente a causa del giocatore.
Guy detiene il record di 111 punt calciati nei playoff e in carriera nessuno dei suoi punt è mai stato ritornato in touchdown dagli avversari,

## Palmarès
- (3) Vittorie del Super Bowl (1976, 1980, 1983)
- (7) Pro Bowl (1973, 1974, 1975, 1976, 1977, 1978, 1980)
- (6) First-team All-Pro (1973, 1974, 1975, 1976, 1977, 1978)
- (2) Second-team All-Pro (1979, 1980)
- Formazione ideale del 75º anniversario della National Football League
- Formazione ideale del 100º anniversario della National Football League
- Formazione ideale della NFL degli anni 1970
- Pro Football Hall of Fame (classe del 2014)
- College Football Hall of Fame